# Citocromo P450
El citocromo P450 (abreviado CYP en inglés, o CIP en español, o simplemente P450) es una enorme y diversa superfamilia de hemoproteínas encontradas en bacterias, archaea y eucariotas. Las proteínas del citocromo P450 usan un amplio rango de compuestos exógenos y endógenos como sustratos de sus reacciones enzimáticas. Por lo general forman parte de cadenas de transferencia de electrones con multicomponentes, denominadas sistemas contenedores de P450. La reacción más común catalizada por el citocromo P450 es una reacción monooxigenasa, es decir, la inserción de un átomo de oxígeno proveniente de oxígeno molecular (O2) en un sustrato orgánico (RH) a la vez que el otro átomo de oxígeno es reducido a agua (H2O):
RH + O2 + 2H+ + 2e– → ROH + H2O
Los CIP utilizan una variedad de moléculas pequeñas y grandes como sustratos en reacciones enzimáticas. Son, en general, las enzimas oxidasas terminales en cadenas de transferencia de electrones, ampliamente categorizadas como sistemas que contienen P450. El término P450 se deriva del pico espectrofotométrico a la longitud de onda del máximo de absorción de la enzima (450 nm) cuando está en estado reducido y tiene un complejo con monóxido de carbono.
Las enzimas CIP se han identificado en todos los reinos de la vida: animales, plantas, hongos, protistas, bacterias, arqueas e incluso en virus. Sin embargo, no son omnipresentes; Por ejemplo, no se han encontrado en Escherichia coli. Se conocen más de doscientas mil proteínas CIP distintas. La mayoría de los CIP requieren un socio proteíco para liberar uno o más electrones para reducir el hierro (y eventualmente el oxígeno molecular). Sobre la base de la naturaleza de las proteínas de transferencia de electrones.

## Historia
Se identificó en 1958 como un pigmento celular reducido y unido a membrana con un pico de absorción inusual a los 450 nm. Posteriormente, en 1964, se sugiere el nombre de Citocromo P450 por Omura y Sato, nombre por el que se conoce actualmente.

## Distribución
Las enzimas CIP han sido identificadas en todas los linajes de vida orgánica, incluyendo los mamíferos, aves, peces, insectos, gusanos, plantas, hongos, etc. Se conocían más de siete mil setecientas secuencias de CIP (en septiembre de 2007).

## Etimología
El nombre citocromo P450 proviene del hecho que éstas son proteínas celulares (cito) coloreadas (cromo), con un pigmento que absorbe luz a una longitud de onda de 450 nm, justo donde el hierro del grupo hemo es reducido y forma complejos con el monóxido de carbono.

## Nomenclatura
Los genes que codifican a las enzimas CIP, y las enzimas mismas, se designan con la abreviación CYP o CIP, seguida de un numeral que indica la familia del gen, luego una letra mayúscula que indica la subfamilia y otro número para el gen individual. Por convención se escribe el nombre en cursiva cuando la abreviación se refiere al gen. Por ejemplo, el CYP2E1 es el gen que codifica a la enzima CYP2E1—una de las enzimas asociadas con el metabolismo del paracetamol (acetaminofén). A pesar de que ésta es la nomenclatura preferida en la literatura, existen ciertas variaciones para algunos genes o enzimas que hace hincapié en la actividad catalítica y el nombre del compuesto que usa como sustrato. Algunos ejemplos incluyen al CYP5, tromboxano A2 sintasa, abreviado TXAS (TromboXano A2 Sintasa), y CYP51, lanosterol 14-α-demetilasa, abreviada LDM por razón de su sustrato (Lanosterol) y su actividad (De Metilación).
Las normativas de la nomenclatura actual sugiere que los miembros de las nuevas familias de CYP comparten más del 40% de su identidad en aminoácidos, mientras que los miembros de las subfamilias comparten más del 55% de identidad en aminoácidos. Un comité de nomenclatura es el organismo encargado de hacer seguimiento y asignar nuevos nombres.

## CYP en el humano
Los CYP en el humano son proteínas asociadas a las membranas citoplasmática, mitocondrial y del retículo endoplásmico, donde actúan metabolizando cientos de sustancias endógenas y exógenas.

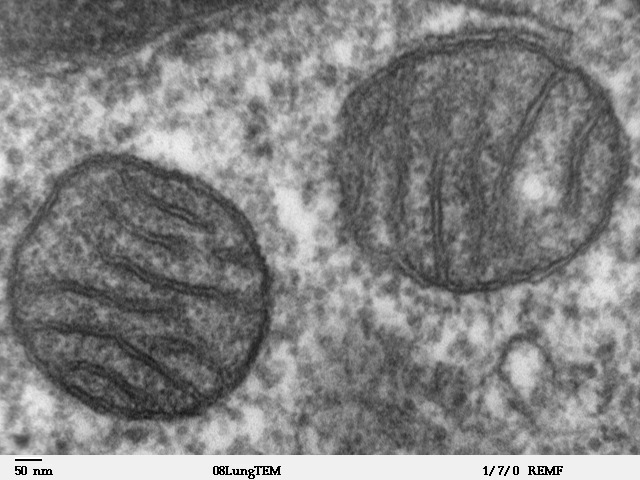
Mitocondrias de mamífero al microscopio electrónico.

La mayoría de los CYP actúan sobre varios sustratos, pudiendo algunas de ellas catalizar varios tipos de reacciones. In vivo, estos sustratos incluyen a los xenobióticos o a componentes tóxicos derivados de metabolismo, como es el caso de la bilirrubina. Las enzimas del citocromo p450 están presentes en la mayoría de los tejidos del organismo, jugando un papel fundamental en la síntesis de hormonas (incluyendo estrógenos y testosterona), colesterol o vitamina D3, aun cuando son las CYP del hígado las más estudiadas.

Versión simplificada de la síntesis de esteroides

Por otra parte, el CYP constituye el mayor complejo enzimático involucrado en el metabolismo de los fármacos en nuestro organismo, al desempeñar un papel fundamental en la fase oxidativa del metabolismo (conocida como fase I). Algunos de estos fármacos tienen la capacidad de aumentar o disminuir la actividad de las enzimas (fenómenos conocidos como inducción enzimática e inhibición enzimática, respectivamente). Esto tiene una trascendencia fundamental en la valoración de las interacciones de fármacos entre sí. Si, por ejemplo, un fármaco inhibe la enzima que degrada a un segundo fármaco, en presencia de ambos el segundo fármaco aumentará sus niveles en sangre y, subsiguientemente, las posibilidades de dar patología por sobredosis. De forma inversa, si lo que hace es inducir el metabolismo, las concentraciones del segundo fármaco disminuirán, estando por debajo de los niveles terapéuticos, factor de vital importancia por ejemplo en los antibióticos. Esto nos lleva a que sea necesario un completo conocimiento de las enzimas implicadas en el metabolismo de los fármacos utilizados en el hombre para evitar errores de ventana terapéutica o de efectos secundarios. Especialmente los laboratorios farmacéuticos están muy interesados en estos estudios por las posibilidades que presentan.
No sólo los fármacos son objeto de estudio en relación con las interacciones. Asimismo, se están investigando efectos similares con sustancias naturales. Por ejemplo, se ha descubierto que los zumos de algunos frutos, como el zumo de pomelo, tienen capacidad de inhibir la actividad de la CYP3A4, enzima implicada en el metabolismo de algunos fármacos, actividad que realizan a través de sustancias como la bergamotina, la dihidroxi-bergamotina o la paradisina A. Otras interacciones de interés pueden ser las de algunas plantas (Hypericum perforatum), inductora de CYP3A4 o el humo del tabaco, inductor de CYP1A2.
Para hacernos una idea más cercana de la trascendencia del tema referido, podemos ver a continuación una relación de los fármacos más importantes que pueden ver alterada su eficacia si se toma de forma concomitante jugo de pomelo:
- Benzodiazepinas como triazolam o alprazolam.
- Ritonavir.
- Estatinas como atorvastatina, lovastatina y simvastatina.
- Dihidropiridinas incluyendo felodipino, nicardipino, difedipino, nisoldipino o nitrendipino.
- Losartán.
- Repaglinida.
- Verapamil.
- Antiarrítmicos incluyendo amiodarona, quinidina, disopiramina, propafenona y carvedilol.
- Fármacos para la impotencia como sildenafil, tadalafil y vardenafil.
- Los antimigrañosos como ergotamina y nimodipino.
- Fluvoxamina.
- Codeína y tramadol.
- Ciclosporina.

### Familias del CYP humano
El ser humano tiene cincuenta y siete genes y más de cincuenta y nueve pseudogenes agrupados en dieciocho familias y cuarenta y tres subfamilias. La siguiente tabla muestra un resumen de los genes y de las proteínas que codifican. Para información más detallada, acceder a la página del Comité de Nomenclatura del Citocromo P450.
| Familia | Función                                                                       | Miembros                                 | Nombres. |
| CYP1    | Metabolismo de drogas y esteroides (especialmente estrógenos)                 | 3 subfamilias, 3 genes, 1 pseudogén      | CYP1A1, CYP1A2, CYP1B1 |
| CYP2    | Metabolismo de drogas y esteroides                                            | 13 subfamilias, 16 genes, 16 pseudogenes | CYP2A6, CYP2A7, CYP2A13, CYP2B6, CYP2C8, CYP2C9, CYP2C18, CYP2C19, CYP2D6, CYP2E1, CYP2F1, CYP2J2, CYP2R1, CYP2S1, CYP2U1, CYP2W1 |
| CYP3    | Metabolismo de drogas y esteroides (incluyendo testosterona)                  | 1 subfamilia, 4 genes, 2 pseudogenes     | CYP3A4, CYP3A5, CYP3A7, CYP3A43                                                                                                   |
| CYP4    | Metabolismo del ácido araquidónico                                            | 6 subfamilias, 11 genes, 10 pseudogenes  | CYP4A11, CYP4A22, CYP4B1, CYP4F2, CYP4F3, CYP4F8, CYP4F11, CYP4F12, CYP4F22, CYP4V2, CYP4X1, CYP4Z1                               |
| CYP5    | Tromboxano A2 sintetasa                                                       | 1 subfamilia, 1 gen                      | CYP5A1 |
| CYP7    | Biosíntesis de las sales biliares (7-alpha hidroxilasa del núcleo esteroideo) | 2 subfamilias, 2 genes                   | CYP7A1, CYP7B1 |
| CYP8    | Variada                                                                       | 2 subfamilias, 2 genes                   | CYP8A1 (prostaciclin sintetasa), CYP8B1 (biosíntesis de sales biliares)                                                           |
| CYP11   | Biosíntesis de esteroides                                                     | 2 subfamilias, 3 genes                   | CYP11A1, CYP11B1, CYP11B2 |
| CYP17   | Biosíntesis de esteroides 17-alfa hidroxilasa                                 | 1 subfamilia, 1 gen                      | CYP17A1 |
| CYP19   | Biosíntesis de esteroides                                                     | 1 subfamilia, 1 gen                      | CYP19A1 |
| CYP20   | Desconocida                                                                   | 1 subfamilia, 1 gen                      | CYP20A1 |
| CYP21   | Biosíntesis de esteroides                                                     | 2 subfamilias, 2 genes, 1 pseudogén      | CYP21A2 |
| CYP24   | Degradación de la vitamina D                                                  | 1 subfamilia, 1 gen                      | CYP24A1 |
| CYP26   | Hidroxilasa del ácido retinóico                                               | 3 subfamilias, 3 genes                   | CYP26A1, CYP26B1, CYP26C1 |
| CYP27   | Variada                                                                       | 3 subfamilias, 3 genes                   | CYP27A1 (biosíntesis de sales biliares), CYP27B1 (vitamina D3 1-alfa hydroxylase), CYP27C1 (función desconocida)                  |
| CYP39   | 7-alfa hidroxilación del 24-hidroxicolesterol                                 | 1 subfamilia, 1 gen                      | CYP39A1 |
| CYP46   | Colesterol 24-hidroxilasa                                                     | 1 subfamilia, 1 gen                      | CYP46A1 |
| CYP51   | Biosíntesis del colesterol                                                    | 1 subfamilia, 1 gen, 3 pseudogenes       | |

### Metabolismo de fármacos
Los CYP son las enzimas principales implicadas en el metabolismo del fármaco, representando aproximadamente el 75% del metabolismo total. La mayoría de los fármacos se someten a la desactivación por los CYP, ya sea directamente o mediante la excreción facilitada del cuerpo. Además, muchas sustancias son bioactivadas por los CYP para formar sus compuestos activos.

### Interacción farmacológica
Muchos fármacos pueden aumentar o disminuir la actividad de varias isoenzimas del CYP induciendo la biosíntesis de una isozima (inducción enzimática) o inhibiendo directamente la actividad del CYP (inhibición enzimática). Esta es una fuente importante de interacciones adversas en fármacos, ya que los cambios en la actividad de la enzima CYP pueden afectar el metabolismo y el aclaramiento de diversos fármacos. Por ejemplo, si un fármaco inhibe el metabolismo mediado por CYP de otro fármaco, el segundo fármaco puede acumularse dentro del cuerpo a niveles tóxicos. Por lo tanto, estas interacciones de medicamentos pueden requerir ajustes de dosis o la elección de fármacos que no interactúan con el sistema CYP. Tales interacciones de fármacos son especialmente importantes a tener en cuenta cuando se usan fármacos de vital importancia para el paciente, fármacos con efectos secundarios importantes y fármacos con pequeñas ventanas terapéuticas, pero cualquier fármaco puede estar sujeto a una concentración plasmática alterada debido al metabolismo alterado del fármaco.
Un ejemplo clásico incluye fármacos antiepilépticos. La fenitoína, por ejemplo, induce CYP1A2, CYP2C9, CYP2C19 y CYP3A4. Los sustratos para estos últimos pueden ser fármacos con dosificación crítica, como la amiodarona o la carbamazepina, cuya concentración en el plasma sanguíneo puede aumentar debido a la inhibición de la enzima en la primera, o disminuir debido a la inducción enzimática en esta última.

### Interacciones con otras sustancias
Los compuestos naturales también pueden inducir o inhibir la actividad del CYP. Por ejemplo, se ha encontrado que los compuestos bioactivos encontrados en el zumo de pomelo y algunos otros zumos de frutas, incluyendo bergamotina, dihidroxibergamotina y paradicina A, inhiben el metabolismo mediado por CYP3A4 de ciertos medicamentos, lo que conduce a una mayor biodisponibilidad y sobredosis. Debido a este riesgo, generalmente se aconseja evitar el jugo de pomelo y los pomelos frescos durante el consumo de fármacos.

## CYP en otros animales
El número de isoenzimas encontradas en algunos animales no coincide con el de los humanos. Así, por ejemplo, en los ratones se han hallado 101 CYP, y es posible que el erizo de mar presente hasta 120. Las áreas más investigadas están en relación con el metabolismo de sustancias tóxicas, del tipo de las aminas heterocíclicas o los hidrocarburos poliaromatizados. Los CYP específicos de estos animales explican las diferentes susceptibilidades a ciertos tóxicos.
Se están estudiando con intensidad los CYP de ratones, ratas, perros y, algo menos, los del pez cebra con el objeto de favorecer el uso de estos modelos orgánicos en el descubrimiento de drogas y en toxicología.
Igualmente se hacen estudios en insectos para investigar la resistencia a plaguicidas.
Se ha descubierto que en el koala se encuentran dos expansiones monofiléticas específicas de la familia 2C del citocromo P450 (CYP2Cs), presentando un número de genes de esta familia mucho mayor que otras especies de mamíferos. Esto explica por qué los koalas pueden alimentarse exclusivamente de hojas de eucalipto, que contienen altos niveles de metabolitos secundarios (compuestos fenólicos y terpenos) que suelen ser letales para la mayoría de los mamíferos. Esto también permite explicar por qué metabolizan rápidamente muchos fármacos y por ello requieren dosis mucho mayores que otros animales.

## Mecanismo

### Estructura
El sitio activo del citocromo P450 contiene un centro hierro asociado al grupo hemo. El hierro está enlazado a la proteína P450 por medio de un ligando de tiolato que proviene de un residuo de cisteína. Esa cisteína y otros residuos circunvecinos (RXCXG) son altamente conservados entre los CYP conocidos, queriendo decir que existe poca variedad entre un CYP y otro en su sitio de unión con el hierro. Debido a la gran variedad de reacciones catalizadas por los CYP, sus actividades y propiedades varían entre un miembro y el otro en muchos aspectos. Las principales propiedades de una enzima P450 incluyen:
1. El estado en reposo de la proteína contiene un grupo Fe3+ (oxidado).
2. La unión de un sustrato inicia el transporte de electrones y los enlaces al oxígeno.
3. Los electrones son donados al CYP por otra proteína, bien sea un citocromo P450 reductasa, ferredoxina o citocromo b5, con el fin de reducir el hierro del hemo.
4. El oxígeno molecular se une con y es reducido por el hierro del hemo.
5. Un oxidante unido al hierro, oxida el sustrato bien sea a un alcohol o a un epóxido, regenerando el estado de reposo del CIP.

### Ciclo catalítico
1. El sustrato se une a  la proximidad del grupo hemo, en el lado opuesto al tiolato axial. La unión de sustrato induce un cambio en la conformación del sitio activo, desplazando a menudo una molécula de agua de la posición de coordinación axial distal del hemo hierro,[17] y cambiando el estado del hierro hemo de bajo spin a alto spin.[18]
2. El enlace de sustrato induce la transferencia de electrones de NAD (P) H a través de citocromo P450 reductasa u otra reductasa asociada.[19]
3. El oxígeno molecular se une al centro hemático ferroso resultante en la posición de coordinación axial distal, dando inicialmente un aducto de dioxígeno similar a la oxi-mioglobina.
4. Se transfiere un segundo electrón, ya sea a partir de citocromo P450 reductasa, ferredoxinas o citocromo b5, reduciendo el aducto de Fe-O2 para dar un estado peroxo breve.
5. El grupo peróxido formado en la etapa 4 se protona rápidamente dos veces, liberando una molécula de agua y formando la especie altamente reactiva denominada P450 Compuesto 1 (o simplemente el Compuesto I). Este compuesto intermedio altamente reactivo se aisló en 2010,[20] P450 El Compuesto 1 es una especie oxo (o ferryl) de hierro (IV) con un equivalente oxidante adicional deslocalizado sobre los ligandos de porfirina y tiolato. La evidencia para el hierro perferryl alternativo (V) -oxo.[21]
6. Dependiendo del sustrato y la enzima implicados, las enzimas P450 pueden catalizar cualquiera de una amplia variedad de reacciones. En esta ilustración se muestra una hidroxilación hipotética. Después de que el producto ha sido liberado del sitio activo, la enzima vuelve a su estado original, con una molécula de agua volviendo a ocupar la posición de coordinación distal del núcleo de hierro.

### Espectroscopía
La unión del sustrato se refleja en las propiedades espectrales de la enzima, con un aumento de la absorbancia a 390 nm y una disminución a 420 nm. Esto se puede medir por espectrometría de diferencia y se conoce como el espectro de diferencia "tipo I". Algunos sustratos causan un cambio opuesto en las propiedades espectrales, un espectro "inverso tipo I", por procesos que aún no están claros. Los inhibidores y ciertos sustratos que se unen directamente al hierro heme dan lugar al espectro de diferencia de tipo II, con un máximo de 430 nm y un mínimo de 390 nm. Si no se dispone de equivalentes reductores, este complejo puede permanecer estable, permitiendo determinar el grado de unión a partir de mediciones de absorbancia in vitro. C: Si el monóxido de carbono (CO) se une a P450 reducido, el ciclo catalítico se interrumpe. Esta reacción produce el espectro de diferencia de CO clásico con un máximo a 450 nm.